# پیر بولز
پیِر بولِز (به فرانسوی: Pierre Boulez) زاده ۲۶ مارس ۱۹۲۵-درگذشته ۵ ژانویه ۲۰۱۶) آهنگساز و رهبر ارکستر فرانسوی بود. وی یکی از بنیان‌گذاران سبک سریالیسم به‌شمار می‌رود. پیر بولز از مهم‌ترین چهره‌های موسیقی مدرن است. او با آثاری که گاه ادامه کارهای آرنولد شونبرگ و گاه فراتر از آن است تأثیر زیادی در عرصه موسیقی مدرن جهان گذاشته‌است.
بولز را می‌توان یکی از پیشگامان فلسفی جنبش هنری پس از جنگ، با گرایش به تجربه‌گرایی و انتزاع نامید.

## زندگی و حرفه

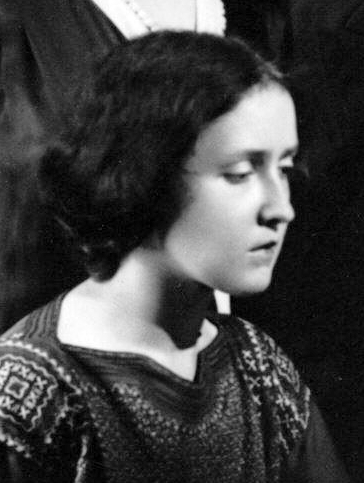
پیِر بولِز

پیر بولِز در ۲۶ مارس ۱۹۲۵ در مونبریسون به دنیا آمد. او نخست در لیون به تحصیل ریاضیات پرداخت ولی بعد به هنرستان موسیقی پاریس (کنسرواتوار) رفت و زیر نظر الیویه مسیان به آموختن موسیقی دوازده نغمه‌ای پرداخت.
در سال ۱۹۷۰ ژرژ پمپیدو رئیس‌جمهور فرانسه از او خواست تا مرکزی برای پژوهش در موسیقی مدرن برپا کند. بولز ایرکام (بنیاد پژوهش و هماهنگی موسیقی و آکوستیک) را ایجاد کرد که همچنان در کنار مرکز ژرژ پمپیدو در پاریس به کار ادامه می‌دهد.

بولز در عین حال رهبر ارکستر توانایی است. اجراهای بسیار خوبی از کارهای گوستاو مالر، ریشارد واگنر و دیگران ارائه داده‌است. او از ۱۹۷۱ تا ۱۹۷۵ رهبر ارکستر سمفونی بی‌بی‌سی بود. از ۱۹۷۱ تا ۱۹۷۷ مدیر هنری ارکستر فیلارمونیک نیویورک بود.

بولز در ۵ ژانویه ۲۰۱۶ در خانه‌اش در بادن بادن درگذشت.